# Эльяшив, Йосеф Шалом
Йосеф Шалом Эльяшив (по документам — Ильяшов; при рождении Левинсон,10 апреля 1910, Шавли — 18 июля 2012, Иерусалим) — ортодоксальный раввин, крупнейший законодательный авторитет и духовный руководитель литовского направления в ортодоксальном иудаизме. Стоял во главе израильской политической партии Дегель ха-Тора.

## Биография
Единственный сын рава Авраама Левинсона и Хаи-Муси, дочери раввина-каббалиста Шломо Ильяшова. Во время первой мировой войны семья перебралась в город Гомель, где был раввином дед рава со стороны отца. С 1922 года проживал в Иерусалиме в районе Меа Шеарим. С детства проявил выдающиеся способности к учёбе и приучил себя учиться по 18 часов в сутки. Учёный-самоучка.
Женился на дочери раввина Арье Левина, иерусалимского праведника и «раввина заключённых». Пару познакомил и вёл свадебную церемонию рав Кук. Пара произвела на свет 12 детей. Первое время семья с трудом сводила концы с концами, однако способный молодой человек вскоре обратил на себя внимание главного раввина Израиля И.-А. Герцога, разъяснив ему юридическую проблему, которую тот сам не мог решить. Вскоре рав Герцог пригласил рава Эльяшива на государственную службу в Главный раввинский суд, где он участвовал во всех заседаниях вплоть до 1974 г. В результате разногласий с главным государственным ашкеназским раввином Шломо Гореном по поводу решения последнего считать брата и сестру, подозреваемым в том, что они мамзеры, кошерными евреями, демонстративно отказался принимать участие в религиозном суде Верховного Раввината.
Параллельно со своей работой в раввинате рав Эльяшив публиковал произведения по галахе. В 1988 принял приглашение рава Шаха присоединиться к раввинскому совету партии Дегель-а-Тора. В последние годы жизни рава Шаха усилился авторитет рава Эльяшива в литовском мире как нового руководителя. После смерти рава Шаха (тоже перешагнул вековой рубеж) в 2001 рав Эльяшив был официально объявлен высшим руководителем, то есть последней инстанцией при решении любых вопросов в литовском течении ультраортодоксального иудаизма.
12 марта 2010 года все израильские СМИ сообщили, что 100-летний раввин Шалом Йосеф Эльяшив подписал письмо в защиту раввина Элиора Хена, находящегося под судом по обвинениям в создании секты, члены которой годами издевались над детьми. Следом за ним под посланием поставили свои подписи известные раввины Аарон Йеуда Лейб Штейнман и Хаим Каневский. «Мы взываем к милости небес в защиту рава, который всю свою жизнь посвятил изучению Торы».
Однако в тот же день из офиса рава Штейнмана сообщили (и это цитирует сайт газеты «Гаарец»): «Рав Штейнман подписывает ежедневно десятки писем, возможно, он случайно спутал, и подписал это письмо по ошибке, вместо какого-другого письма».
Умер 18 июля 2012 года в иерусалимской больнице Шаарей Цедек.

## Книги рава Эльяшива
1. Заметки по Вавилонскому Талмуду
2. Собрание ответов раввина в 3-х частях
3. «Яшив Моше» — сборник респонсов, 1989, опубликованных раввином Моше Турецким без ведома раввина Эльяшива и вызвавших его негодование.